# Anna Wyszkoni
Anna Maria Wyszkoni (ur. 21 lipca 1980 w Tworkowie) – polska piosenkarka wykonująca muzykę z pogranicza popu i rocka, kompozytorka, autorka tekstów, prezenterka, spikerka i dekoratorka wnętrz.
W latach 1996–2010 wokalistka zespołu Łzy. Solowo wydała sześć albumów: Pan i Pani (2009), Życie jest w porządku (2012), Kolędy wielkie (2015), Jestem tu nowa (2017), Z cegieł i łez (2022) oraz 10 Jackowski (2023).
W 2010 czasopismo „Machina” umieściło ją na liście „50 najlepszych polskich wokalistek”.

## Życiorys
Ukończyła naukę w Szkole Podstawowej im. Mikołaja Kopernika w Tworkowie i II Liceum Ogólnokształcącym im. Adama Mickiewicza w Raciborzu. Gdy miała siedem lat, tańczyła w dziecięcym zespole „Uśmiech” z Tworkowa. W wieku 14 lat wygrała wybory Miss Nastolatek Gminy Krzyżanowice.
W 1996 została wokalistką zespołu Łzy, z którym niedługo później wydała kasetę demo, a ich piosenki były emitowane na antenie kilku lokalnych rozgłośni radiowych. Pierwszym solowym sukcesem Wyszkoni było zajęcie pierwszego miejsca, zdobycie dwóch wyróżnień sponsorów oraz nagrody publiczności na Festiwalu Wokalnym w Wyszkowie. W 1998 premierę miał pierwszy album Łez pt. Słońce. W 1999 solowo zdobyła Grand Prix na festiwalu Gama w Radomiu, a podczas wydarzenia została dostrzeżona przez Elżbietę Skrętkowską, która zaprosiła ją do udziału w programie Szansa na sukces; w marcu zwyciężyła w odcinku z piosenkami grupy Myslovitz, wykonując utwór „Długość dźwięku samotności”. Ponadto zdobyła nagrodę dla najlepszej wokalistki na festiwalu Po-Graj w Opolu, na którym występowała ze Łzami. W 2000 wydała z zespołem album pt. W związku z samotnością (edycja Pomaton/EMI 2001), który dzięki przebojom „Agnieszka już dawno...” i „Narcyz się nazywam” osiągnął sukces komercyjny, m.in. zdobył status platynowej płyty za sprzedaż w ponad 150 tys. nakładzie. W 2003 za piosenkę „Oczy szeroko zamknięte” otrzymała ze Łzami nagrodę publiczności w konkursie „Premier” na 40. Krajowym Festiwalu Piosenki Polskiej w Opolu, a następnie wydała album pt. Nie czekaj na jutro. W styczniu 2004 z utworem „Julia, tak na imię mam” zajęła ze Łzami drugie miejsce w finale Krajowych Eliminacjach do 49. Konkursu Piosenki Eurowizji i drugie miejsce w plebiscycie Telekamery w kategorii muzyka. W czerwcu 2004 wystąpiła z zespołem na 41. KFPP w Opolu, na którym odebrali Superjedynki dla zespołu roku i za przebój roku („Oczy szeroko zamknięte”).

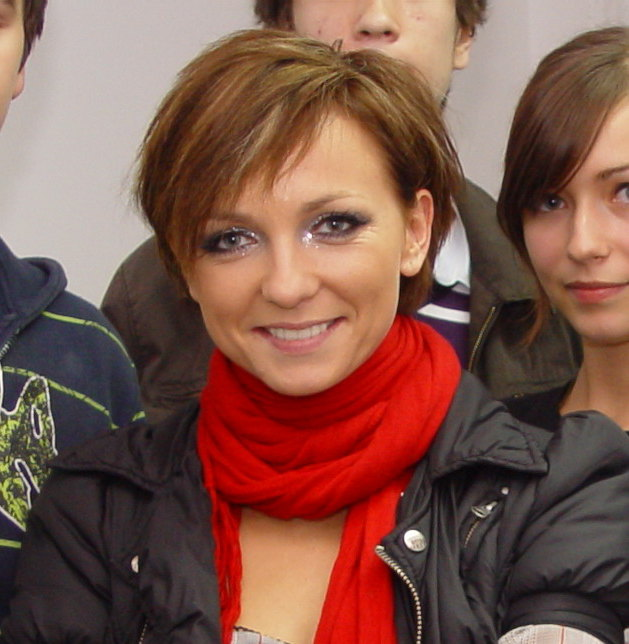
Wyszkoni (2008)

23 sierpnia 2008 wystartowała z zespołem Video w konkursie o Bursztynowego Słowika podczas Sopot Festival 2008, z piosenką „Soft” zajęli drugie miejsce. 27 kwietnia 2009 wydała solowy singiel, „Czy ten pan i pani”, za który zdobyła drugą nagrodę w konkursie „Premier” na 46. KFPP w Opolu, gdzie została uhonorowana także Nagrodą Fotoreporterów i Dziennikarzy. 29 czerwca nakładem Sony Music wydała solowy album pt. Pan i Pani, za który uzyskała status platynowej płyty, a kolejnymi dwoma singlami promującymi wydawnictwo były: „Z ciszą pośród czterech ścian”  i „Lampa i sofa”. W 2010 wystąpiła ze Łzami na Festiwalu Piosenki Krajów Nadbałtyckich w Karlshamn, a także pojawiła się gościnnie w jednym z odcinków serialu Na dobre i na złe i uzyskała kilka nominacji do Superjedynki: w kategorii płyta roku – pop (za Pan i Pani), przebój roku („Lampa i sofa”) i wokalistka roku. W listopadzie poinformowała o zakończeniu współpracy ze Łzami, co wyjaśniła chęcią rozwoju kariery solowej. 19 listopada wydała rozszerzoną edycję albumu Pan i Pani, którą promowała singlami „Wiem, że jesteś tam”, „Graj chłopaku graj” i „Po to jesteś tu”. 3 czerwca 2011 wystąpiła w koncercie „TOP” na festiwalu TOPtrendy 2011 wśród dziesięciu artystów z największą liczbą sprzedanych płyt w poprzedzającym roku w Polsce – za sprzedaż albumu Pan i Pani zajęła szóste miejsce. Tydzień później podczas 48. KFPP w Opolu odebrała Superjedynkę za przebój roku („Wiem, że jesteś tam”).

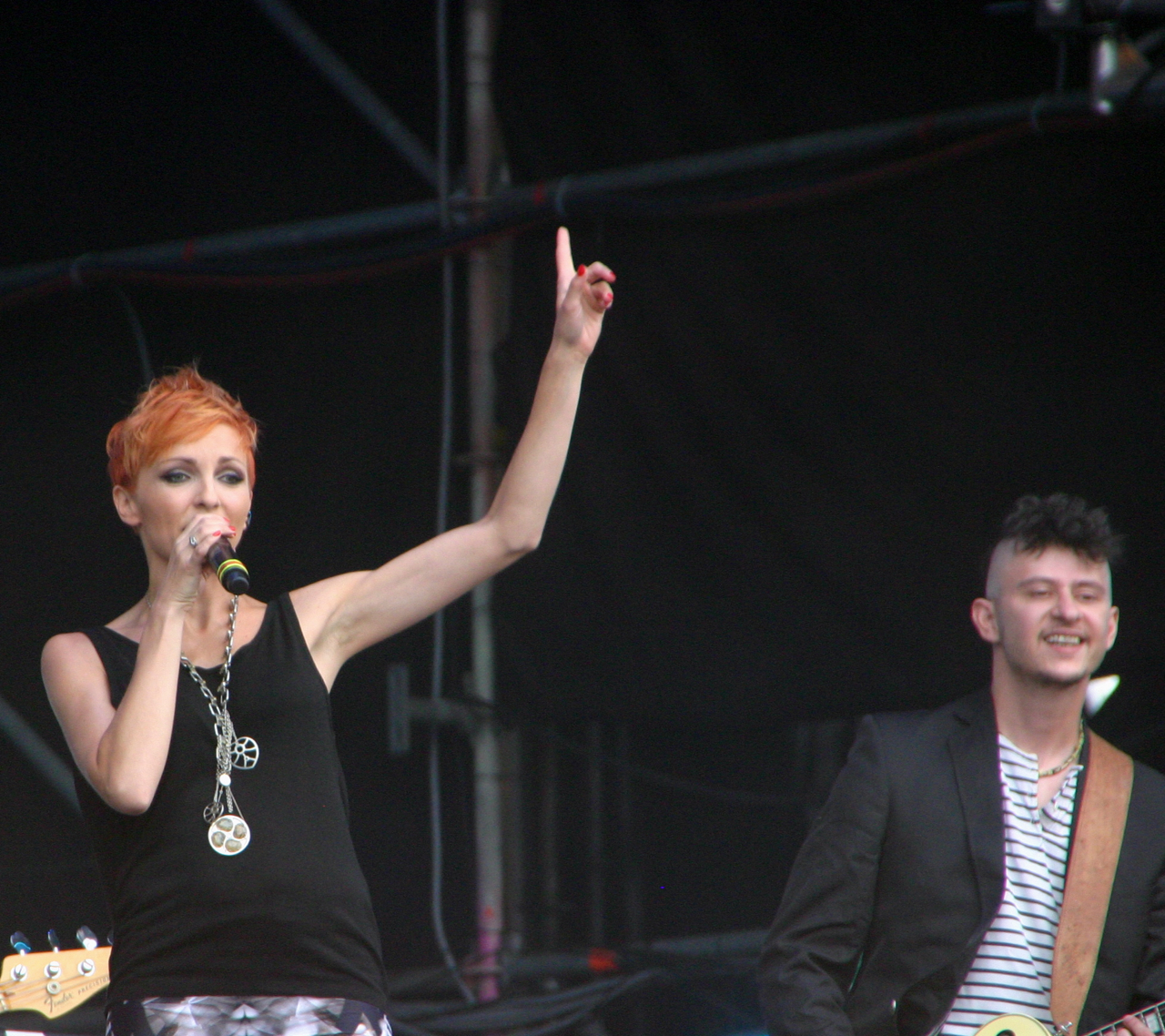
Wyszkoni z zespołem Plateau na Przystanku Woodstock (2011)

W sierpniu 2012 wystąpiła na Sopot Festival 2012 oraz wydała drugi solowy album pt. Życie jest w porządku, który promowała singlem „Zapytaj mnie o to, kochany” napisanym przez Marka Jackowskiego i Korę. W styczniu 2013 za sprzedaż albumu odebrała status złotej płyty. W następnych miesiącach wydała jeszcze dwa single promujące album: „W całość ułożysz mnie” i „Dźwięki nocy”. W tym samym roku nagrała w duecie z Piotrem Cugowskim piosenkę „Syberiada”, będącą motywem przewodnim z filmu Syberiada polska, następnie z utworem „W całość ułożysz mnie” wystąpiła w koncercie „Największe przeboje roku” na festiwalu TOPtrendy 2013 w Sopocie oraz odebrała SuperNagrodę na jubileuszowym 50. KFPP w Opolu. 20 maja 2014 wydała reedycję albumu pt. Życie jest w porządku, którą promowała singlami: „Na cześć wariata”, „Biegnij przed siebie” i „Prywatna Madonna”. 20 lipca z utworem „Na cześć wariata” zwyciężyła w konkursie na najlepszą piosenkę na koncercie Lato Zet i Dwójki. Od 5 września do 14 listopada uczestniczyła w drugiej edycji programu rozrywkowego Polsatu Dancing with the Stars. Taniec z gwiazdami; w parze z Janem Klimentem zajęła drugie miejsce w finale.

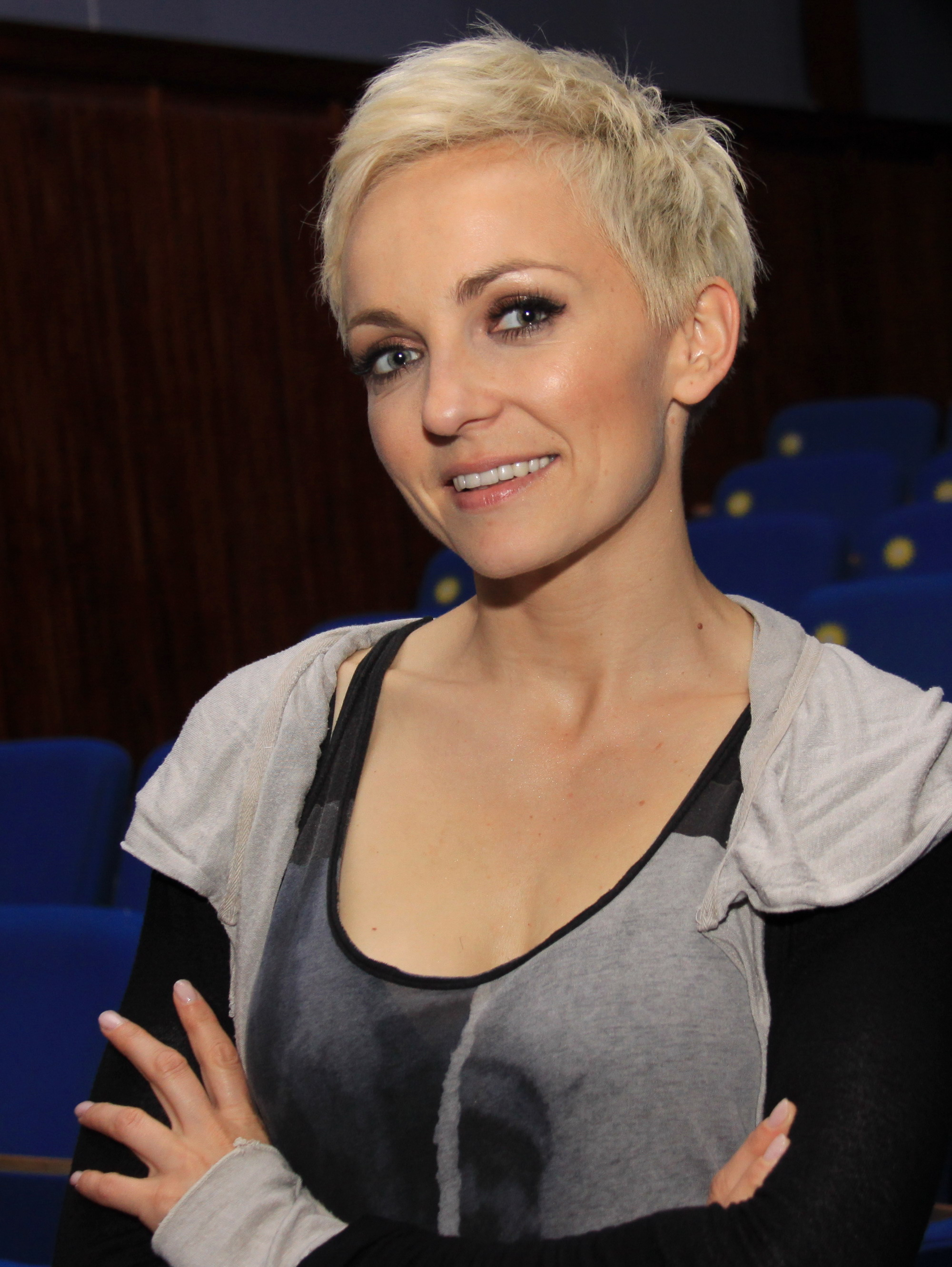
Wyszkoni (2013)

W lutym 2015 zajęła 22. miejsce w plebiscycie radia RMF FM na artystę 25-lecia. 13 maja za album Życie jest w porządku zdobyła certyfikat podwójnie platynowej płyty. 30 maja wystąpiła z utworem „Biegnij przed siebie” w koncercie Radiowy przebój roku podczas Polsat SuperHit Festiwal w Sopocie, a w lipcu zaśpiewała kilka swoich przebojów na koncercie Lata Zet i Dwójki w Łodzi. 20 listopada wydała album z kolędami pt. Kolędy wielkie i singiel „Od nieba do nieba”. W maju 2016 wystąpiła w koncercie Platynowym podczas Polsat SuperHit Festiwal w Sopocie; w trakcie festiwalu zagrała recital z okazji 20-lecia pracy artystycznej oraz została nagrodzona przez telewizję Polsat kryształowym „Sercem dla muzyki” i nagrodą specjalną radia RMF FM. 15 października zasiadła w jury finału krajowych eliminacji do 14. Konkursu Piosenki Eurowizji dla Dzieci.

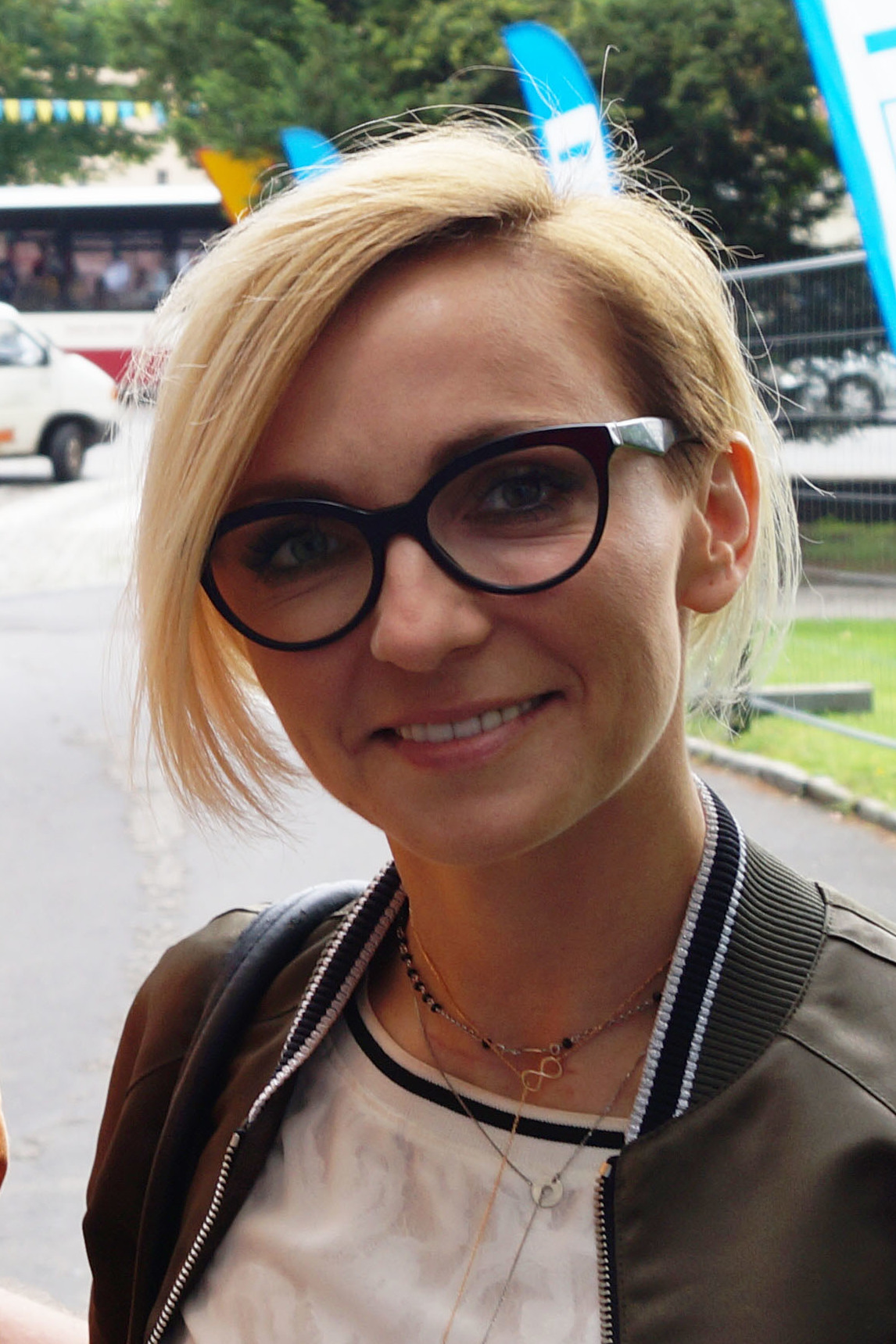
Wyszkoni (2016)

31 marca 2017 wydała album pt. Jestem tu nowa, który promowała singlami: „Oszukać los”, „Nie chcę cię obchodzić”, „Zanim to powiem” i „Mimochodem”. 26 maja wystąpiła w duecie z Michałem Bajorem podczas koncertu Platynowego Polsat SuperHit Festiwal w Sopocie. W okresie wakacyjnym m.in. wystąpiła w koncercie zorganizowanym z okazji Dnia Dziecka w Otwocku oraz w koncercie „#iDance... Morze przebojów” na Top of the Top Festival Sopot 2017. Tydzień później z piosenką „Nie chcę cię obchodzić” zwyciężyła w konkursie na „Przebój lata 2017” organizowany przez RMF FM i Polsat w Kielcach. 15 września odsłoniła swoją gwiazdę w Alei Gwiazd Festiwalu Polskiej Piosenki w Opolu, a dwa dni później wzięła udział w koncercie „Od Opola do Opola” na 54. KFPP w Opolu, na którym odebrała nagrodę specjalną od Telewizji Polskiej. 26 maja 2018 wystąpiła z utworem „Nie chcę cię obchodzić” podczas koncertu Radiowy przebój roku na Polsat SuperHit Festiwalu w Sopocie. 26 sierpnia wystąpiła w charakterze laureatki w koncercie Przebój Lata RMF FM i Polsat, a pięć dni później wykonała wiązankę przebojów podczas Wakacyjnej Trasy Dwójki. 26 października wydała reedycję płyty pt. Jestem tu nowa w wersji dwupłytowej, zawierającą m.in. zbiór akustycznych przebojów piosenkarki wykonanych na żywo. Wydawnictwo promowała singlem „Cisza tak dobrze brzmi”. 9 grudnia wystąpiła w Gdańsku na koncercie TVN pod hasłem Miłość jest wszystkim. W maju 2019 zasiadła w polskim składzie jurorskim 64. Konkursu Piosenki Eurowizji oraz premierę miał utwór zespołu My3 „Różowe okulary”, w którym wystąpiła ze swoją córką, Polą. 3 czerwca wydała singiel „Księżyc nad Juratą”, będący kontynuacją jej współpracy z Janem Borysewiczem. 14 czerwca zaśpiewała piosenki „Nie chcę cię obchodzić” i „Księżyc nad Juratą” oraz cover zespołu Maanam „To tylko tango” w hołdzie dla Kory w koncercie „Od Opola do Opola” na 56. KFPP w Opolu. 6 lipca została laureatką podczas 24. Festiwalu Gwiazd w Międzyzdrojach i odsłoniła płytę z odciskiem swojej dłoni w Promenadzie Gwiazd, a po ceremonii zagrała koncert dla zgromadzonej publiczności. Również w 2019 nagrała tytułową piosenkę do reaktywowanego programu rozrywkowego TVP2 Czar par. W 2020 z inicjatywy Anny Dymnej nagrała razem z grupą innych wykonawców piosenkę „Mimo wszystko”, będącą hołdem dla ludzi walczących o zdrowie innych w dobie pandemii COVID-19, oraz wystąpiła podczas koncertów: Cała Polska śpiewa dla Jana Pawła II, widowisku słowno-muzycznym Urodziłem się w Wadowicach, Lato, muzyka, zabawa. Wakacyjna trasa Dwójki w Płocku i „Festiwal, festiwal!!! – złote opolskie przeboje” w ramach 57. KFPP w Opolu. W tym samym roku ukończyła zawodowy kurs projektowania wnętrz. 14 lutego 2021 wystąpiła podczas koncertu Walentynki z Polsatem. Wiosną poprowadziła program Polsatu pt. Design Dream. Pojedynek na wnętrza. 12 sierpnia wydała singiel „Skrable”. 10 dni później wykonała premierowo w Dzień dobry TVN, w którym zaprezentowała też swój nowy wizerunek sceniczny.
25 listopada 2022 wydała album pt. Z cegieł i łez, którego promowała teledyskami do singli: „Było minęło”, „Z cegieł i łez”, „Dla Ciebie”. Płytę promowała trasą koncertową po Polsce i zagranicy. Również w 2022 została ambasadorką akcji Wrocławski Rok Dobrych Relacji, którego celem jest zwrócenie uwagi na narastający problem samotności. 1 grudnia 2023 wydała album pt. 10 będący hołdem dla założyciela zespołu Maanam – Marka Jackowskiego. Tydzień przed premierą albumu wydała singiel „Lucciola”, będący jej interpretację przeboju Maanamu. W 2024 roku planuje wyruszyć w trasę promującą album, która poszerzona zostanie o inne pozycje z repertuaru zespołu Maanam i twórczości Marka Jackowskiego.

## Życie prywatne
27 grudnia 2001 urodziła syna Tobiasza, z małżeństwa z Adamem Pigułą, z którym jest rozwiedziona. Obecnie związana jest ze swoim menedżerem, Maciejem Durczakiem, z którym ma córkę Polę (ur. w 2012). Mieszka w podwrocławskich Pasikurowicach.
W 2016 zdiagnozowano u niej nowotwór złośliwy, guza tarczycy.

## Dyskografia
- Pan i Pani (2009)
- Życie jest w porządku (2012)
- Kolędy wielkie (2015)
- Jestem tu nowa (2017)
- Z cegieł i łez (2022)
- 10 Jackowski (2023)

## Nagrody i nominacje
| Rok  | Nagroda                                       | Kategoria | Rezultat            |
| ---- | --------------------------------------------- | --- | ------------------- |
| 2008 | Sopot Festival 2008                           | Bursztynowy Słowik („Soft” z zespołem Video)                                                                                          | 2. miejsce          |
| 2009 | 46. KFPP w Opolu                              | Srebrna Premiera („Czy ten pan i pani”)                                                                                               | Wygrana             |
| 2009 | 46. KFPP w Opolu                              | Nagroda Dziennikarzy i Fotoreporterów                                                                                                 | Wygrana             |
| 2009 | Famka 2009                                    | Wokalistka roku | Wygrana             |
| 2010 | Gwiazdy dobroczynności                        | Wolontariusz | 2. miejsce          |
| 2010 | Złote Dzioby                                  | Wokalistka roku | Nominacja           |
| 2010 | VIVA Comet 2010                               | Artystka roku | Nominacja           |
| 2010 | VIVA Comet 2010                               | Teledysk roku („Czy ten pan i pani”)                                                                                                  | Nominacja           |
| 2010 | VIVA Comet 2010                               | Dzwonek roku („Czy ten pan i pani”)                                                                                                   | Wygrana             |
| 2010 | Superjedynki                                  | Przebój roku („Lampa i sofa”) | Nominacja           |
| 2010 | Superjedynki                                  | Płyta roku – Pop (Pan i Pani) | Nominacja           |
| 2010 | Superjedynki                                  | Wokalistka roku | Nominacja           |
| 2010 | 47. KFPP w Opolu                              | Serialowy przebój lata („Czy ten pan i pani”; oraz aktorzy serialu Licencja na wychowanie – Dariusz Wiktorowicz i Jolanta Fraszyńska) | 3. miejsce          |
| 2011 | Eska Music Awards 2011                        | Artystka roku | Nominacja           |
| 2011 | Eska Music Awards 2011                        | Hit roku („Wiem, że jesteś tam”) | Nominacja           |
| 2011 | TOPtrendy 2011                                | Najlepiej sprzedająca się płyta w 2010 roku (Pan i Pani)                                                                              | 6. miejsce          |
| 2011 | Superjedynki                                  | Przebój roku („Wiem, że jesteś tam”)                                                                                                  | Wygrana             |
| 2011 | VIVA Comet 2011                               | Najlepsze na VIVA-TV.pl (VIVA i Przyjaciele – „Muzyki moc”)                                                                           | Wygrana             |
| 2011 | OGAE Video Contest 2011 – reprezentant Polski | Teledysk („Wiem, że jesteś tam”) | Nominacja           |
| 2011 | OGAE Video Contest 2011 – reprezentant Polski | Teledysk (VIVA i Przyjaciele – „Muzyki moc”)                                                                                          | Nominacja           |
| 2013 | TOPtrendy 2013                                | Największe przeboje roku („W całość ułożysz mnie”)                                                                                    | Nominacja           |
| 2013 | 50. KFPP w Opolu                              | SuperNagroda | Wygrana             |
| 2014 | Wąż 2014                                      | Najgorszy teledysk okołofilmowy („Syberiada”; oraz Piotr Cugowski)                                                                    | Wygrana             |
| 2014 | Lato Zet i Dwójki 2014                        | Najlepsza piosenka („Na cześć wariata”)                                                                                               | Wygrana             |
| 2015 | Plebiscyt RMF FM                              | Artysta 25-lecia | 22. miejsce         |
| 2016 | Polsat SuperHit Festiwal 2016                 | Kryształowe serce dla muzyki | Wygrana             |
| 2016 | Polsat SuperHit Festiwal 2016                 | Nagroda specjalna radia RMF FM | Wygrana             |
| 2017 | Przebój lata RMF FM i Polsatu                 | Przebój lata 2017 („Nie chcę Cię obchodzić”)                                                                                          | Wygrana             |
| 2017 | 54. KFPP w Opolu                              | Gwiazda w Alei Gwiazd Festiwalu Polskiej Piosenki w Opolu                                                                             | Odsłonięcie gwiazdy |
| 2017 | 54. KFPP w Opolu                              | Nagroda specjalna Telewizji Polskiej                                                                                                  | Wygrana             |
| 2018 | Lwice Biznesu 2018                            | Gwiazda o wielkim sercu (oraz Maciej Durczak)                                                                                         | Wygrana             |
| 2019 | 24. Festiwal Gwiazd w Międzyzdrojach          | Odcisk dłoni w Promenadzie Gwiazd w Międzyzdrojach                                                                                    | Odsłonięcie płyty   |
| 2020 | Plebiscyt Radia Lublin 2020                   | Najlepszy koncert, jaki odbył się w Radiu Lublin w 2019 roku (koncert zorganizowany 8 marca 2019)                                     | Wygrana             |